# سوغیه (روستا)
 سوغیه  به عربی ( الُسوغیة  )، روستایی است در دهستان المُقَبَنَة از توابع استان حضرموت در کشور یمن در شبه جزیره عربستان.

## جمعیت
جمعیت آن ( ۱۳۰ ) نفر ( ۱۰ خانوار) می‌باشد.